# أدريا كولادو
أدريا كولادو (بالإسبانية: Adrià Collado)‏ هو عارض وممثل إسباني، ولد في 3 أغسطس 1972 ببرشلونة في إسبانيا.

## أعمال

### أفلام
- (1996) إيفيتا[2][3][4]
- (2008) زوجة الأناركي[5]

## وصلات خارجية
- أدريا كولادو على موقع IMDb (الإنجليزية)
- أدريا كولادو على موقع قاعدة بيانات الأفلام العربية
- أدريا كولادو على موقع ألو سيني (الفرنسية)
- أدريا كولادو على موقع أول موفي (الإنجليزية)
- أدريا كولادو على موقع قاعدة بيانات الأفلام السويدية (السويدية)
- أدريا كولادو على موقع قاعدة بيانات الفيلم (الإنجليزية)
- أدريا كولادو على موقع كينوبويسك (الروسية)

لم يتم العثور على روابط لمواقع التواصل الاجتماعي.